# 林哲夫
林 哲夫（はやし てつお、1955年 - ）は、日本の画家、エッセイスト。
香川県出身。武蔵野美術大学卒業。1979年から1980年までヨーロッパ各地に滞在。帰国後京都市、神戸市に住むが、1995年阪神・淡路大震災に遭遇して京都市に戻る。
1999年古本好きが嵩じて書物雑誌『Sumus』を創刊。主に忘れられた出版人の再評価を試みる。『Sumus』は山本善行が主催で、同人には岡崎武志、荻原魚雷、扉野良人らがいた。
2002年喫茶店の歴史を概観した『喫茶店の時代』で尾崎秀樹記念大衆文学研究賞受賞。

## 著書
- 林哲夫作品集 風来舎 1992.12
- 古本デッサン帳 青弓社 2001.7
- 古本スケッチ帳 青弓社 2002.4
- 喫茶店の時代 あのときこんな店があった 編集工房ノア 2002.2
- 歸らざる風景 美術論集 みずのわ出版 2005.3
- 文字力100 みずのわ出版 2006.6
- 読む人 what are you reading? みずのわ出版 2006.10
- 神戸の古本力 高橋輝次、北村知之共編著 みずのわ出版 2006.12
- 古本屋を怒らせる方法 白水社 2007.8
- 書影でたどる関西の出版100 明治・大正・昭和の珍本稀書（編著）創元社 2010.10

## 参考
- 古本屋を怒らせる方法